# Both Worlds
Both Worlds war eine US-amerikanische Hardcore-Band aus New York.

## Bandgeschichte
Both Worlds war eine Art US-amerikanische Hardcore-Supergroup, die von Sänger John Joseph gegründet wurde, nachdem er seine vorige Band Cro-Mags im Streit verlassen hatte und sich eine Zeit lang als Roadie von Bad Brains die Zeit vertrieb. Mit A.J. Novello und Jimmy Mo stammten zwei Mitglieder aus der Hardcore/Metal-Crossover-Band Leeway. Die Band veröffentlichte 1996 die MCD Beyond Zero Gravity auf Another Planet Records. Im Anschluss tourte die Band im Vorprogramm von Helmet, Life of Agony, Earth Crisis und Misfits durch die Vereinigten Staaten.
1998 nahm die Gruppe zusammen mit Produzent Michael Barbiero (Soundgarden, CIV) das Album Memory Rendered Visible auf. Das Album erschien im April 1998 über Roadrunner Records. Kurz darauf löste sich die Band auf.

## Musikstil
Das US-amerikanische Online-Musikmagazin Sputnikmusic definierte die Musik von Both Worlds als Mischung aus Alternative Rock, Hardcore und Metal. Der Name der Band basiert auf dem Krishna-Glauben, mit den beiden Welten sind Himmel und Hölle gemeint. Die Texte sind ebenfalls stark von Josephs spiritueller Überzeugung geprägt und beinhalteten klare Bekenntnisse zum Krishna-Glauben.

## Diskografie
- 1996: Beyond Zero Gravity (EP, Another Planet Records)
- 1998: Memory Rendered Visible (Roadrunner Records)